# Grand Israël

Un logo de l’Irgoun : un fusil brandi devant une carte des territoires revendiqués par l’organisation : la Palestine mandataire et la Transjordanie, l'un et l'autre mandats britanniques en 1923.

Le Grand Israël (en hébreu : ארץ ישראל השלמה, Eretz Yisrael HaShlema) est un terme biblique et politique en Israël relative à la terre d'Israël dans ses frontières historiques, et celles du royaume antique d'Israël. En hébreu le terme désigne une notion d'entièreté territoriale. Ces revendications, historiquement sionistes, prônent l'extension de l'État d'Israël sur l'ensemble ou une partie de la région.

## Histoire

### «Terre promise»
Le terme fait référence à la « Terre promise aux enfants d'Israël », qui s'étend « du fleuve d'Égypte à l'Euphrate » dans la Genèse 15:18-21. Selon la tradition et en particulier selon Rachi, le « fleuve d'Égypte » correspond à l'oued el-Arich (wadi el-Arish). Différentes délimitations sont également citées dans d'autres livres bibliques, notamment Livre de l'Exode 23, Livre des Nombres 34 et Livre d'Ézéchiel 47.

Proche-Orient vers 1400 av. J.-C..
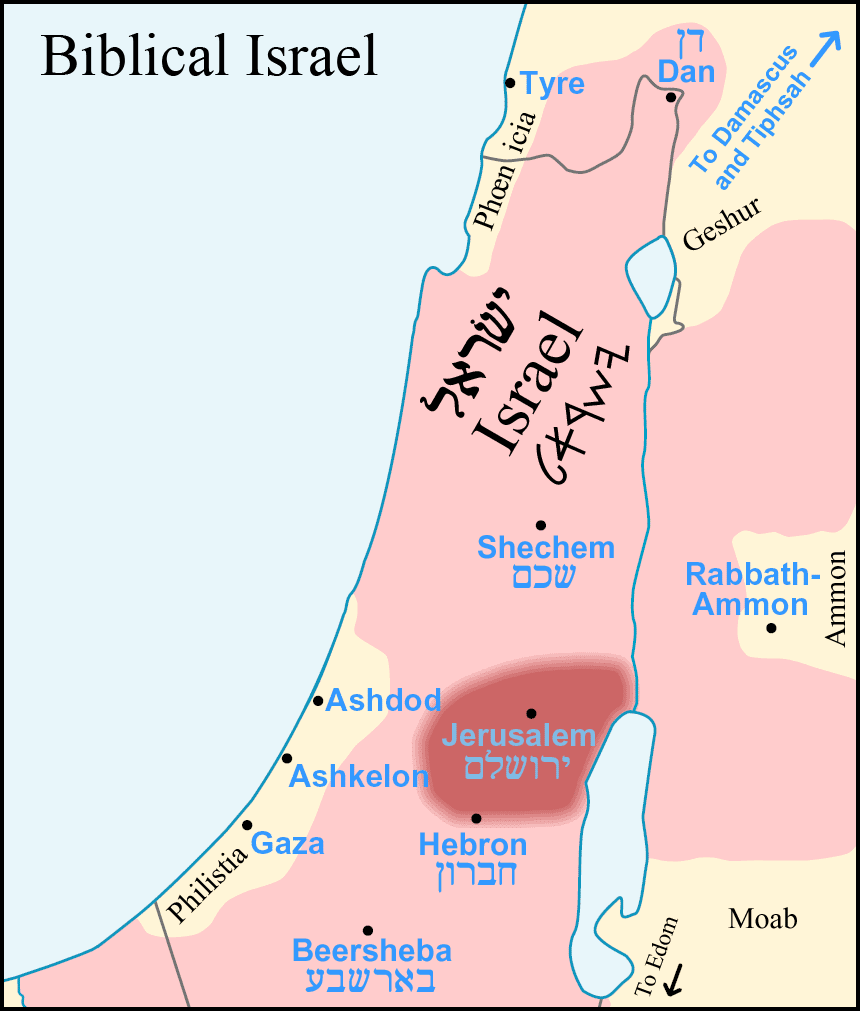
Royaume d'Israël.
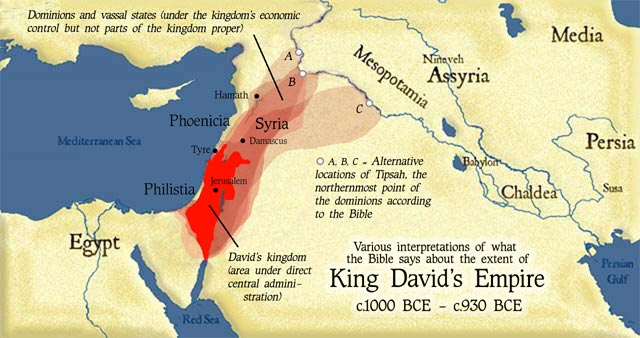
Royaume de David.
Région vers 830 av. J.-C..

### Utilisation moderne du concept

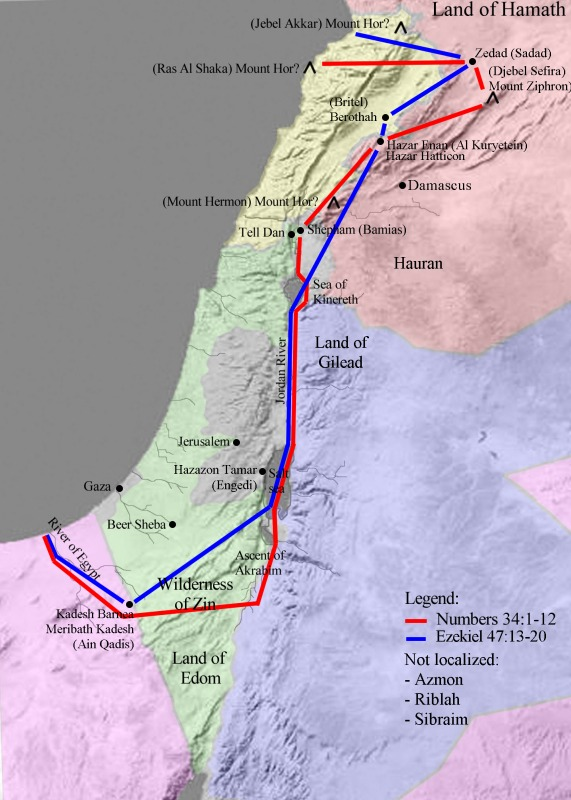
Selon Nombres et Ézéchiel.
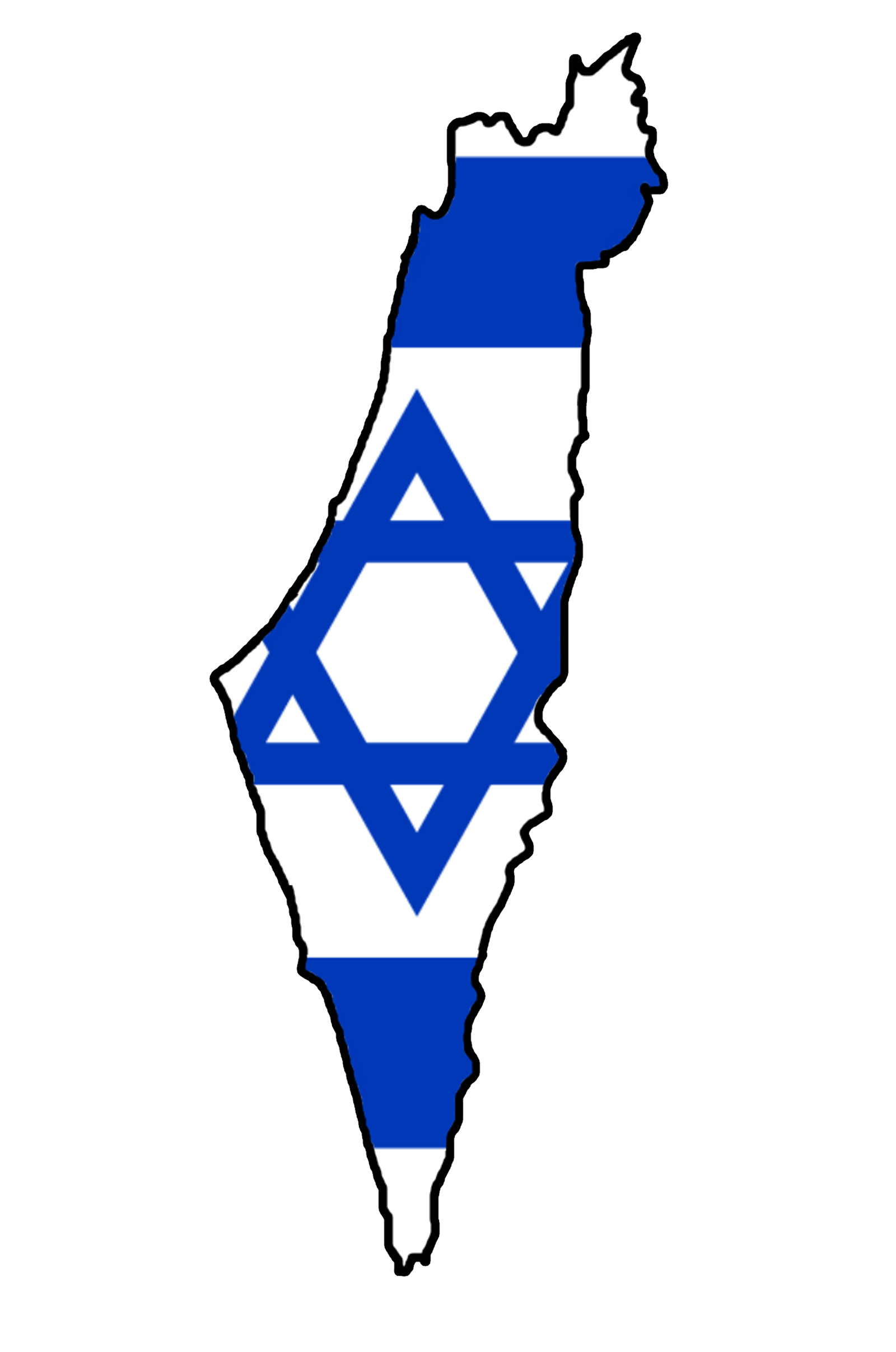
Incluant les territoires palestiniens occupés et les hauteurs du Golan.

En hébreu, le terme Eretz Israel hashlemah (ארץ ישראל השלמה) signifie l'entière Terre d'Israël et n'implique pas l'idée d'expansion impliquée par le terme anglophone Greater Israel.
Dans le contexte de la chute de l'Empire ottoman à la fin de la Première Guerre mondiale et des négociations entre Britanniques, Français et la dynastie hachémite pour l'établissement du mandat britannique sur la Palestine, l'organisation sioniste proposa à la Conférence de la paix de Paris « l'établissement d'un foyer national juif » sur un territoire recouvrant le bassin aquifère du Jourdain. En comparaison avec les frontières actuelles, la proposition comprenait les territoires de l'État d'Israël, du Sud-Liban, le Golan, la Cisjordanie et une bande de territoires d'environ 20 km à l'est du Jourdain en Jordanie actuelle.
Les sionistes révisionnistes rejetèrent la scission du mandat britannique en Palestine (Palestine mandataire) en 1921 en deux entités, l'Émirat de Transjordanie (Jordanie actuelle) sur la rive Est et le territoire d'établissement pour un « foyer national juif » sur la rive Ouest. Ils soutiennent que seuls les accords de San Remo de 1920, garantissant l'entièreté du territoire à l'État juif, devraient être appliqués. Ils refusèrent de reconnaître la Jordanie comme légitime sur la rive Est du Jourdain. Estimant avoir été dépouillés par les pays arabes, l'entièreté du territoire de la rive Ouest serait légitime selon eux à l'établissement d'un État juif. En 1949, ils rejetèrent de même la ligne de cessez-le-feu comme étant illégale. Dans le monde sioniste, les plus fortes revendications territoriales venaient des sionistes révisionnistes et se bornaient à la Jordanie et à des parties de la Syrie et du Liban. Ces revendications ont maintenant disparu à l'exception du plateau du Golan.
Abdelaziz ibn Saoud, le roi d'Arabie, semble être le premier homme politique à adopter le concept de Grand Israël, du Nil à l'Euphrate. Il craignait en effet une invasion de son territoire par les sionistes. Ce concept a été popularisé par Gamal Abdel Nasser, les Syriens puis Yasser Arafat.
Après la guerre, un mouvement politico-religieux[Lequel ?] à caractère messianique revendiqua la conservation des territoires conquis.
Le Mouvement pour le Grand Israël (en) (התנועה למען ארץ ישראל השלמה, HaTnu'a Lema'an Eretz Yisrael HaSheleima) est formé en 1967 et parvient à faire élire un parlementaire aux élections législatives de 1973, avant sa dissolution en 1976. Des courants marginaux soutenant un Grand Israël existent encore, principalement au sein de petites implantations israéliennes de la Cisjordanie.

## Controverse

### Critique de «la politique israélienne»
Selon certaines critiques de « la politique israélienne », Israël envisagerait ou aurait mené des guerres de conquête territoriale en vue de former un Grand Israël. Israël est de même accusé de mener une politique colonisatrice par certaines voix antisionistes[Information douteuse]. Les revendications territoriales israéliennes en Cisjordanie ainsi que la promesse de terre promise de la Bible, sont désignées dans les milieux antisionistes comme une politique d'un Grand Israël.

### Drapeau d'Israël

Drapeau d'Israël.

Dans une interview pour le magazine Playboy en 1988, Yasser Arafat expose une théorie,,,,, selon laquelle les deux bandes bleues du drapeau israélien représentent le Nil et l'Euphrate. Cette idée est reprise par exemple en 2008 par Fathi Hamad (en), membre du Conseil législatif palestinien sous les couleurs du Hamas.
En réalité le drapeau sioniste puis israélien, avec ses deux bandes bleues, avait été conçu en 1897 pour le congrès sioniste en référence au talit, le châle de prière juif.
Pour le journaliste Meïr Waintrater, « le mythe des deux bandes bleues représentant le Nil et l’Euphrate appartient à la vaste famille des mythes paranoïaques antisionistes ».

### Pièce de 10 agourot
Selon une théorie du complot, promue par Yasser Arafat le 25 mai 1990 lors d'un discours devant le Conseil de sécurité des Nations unies spécialement déplacé de New York à Genève,, la « carte du Grand Israël » figure sur la pièce de monnaie israélienne de 10 agourot émise en 1985.
La Banque d'Israël indique cependant que le style de la pièce a été choisi pour sa valeur historique car elle est une réplique de la pièce frappée par Antigone II Mattathiah, roi de Judée et grand-prêtre d'Israël au Ier siècle av. J.-C.,,, et non comme une revendication territoriale[réf. nécessaire].